# 硬左翼
硬左派（英語：或）是一个出现在澳大利亚英语和英式英语的术语，用于表示左翼政党或政治团体中最激进的成员，与“软左翼”相对。该术语也表示极左翼和主流中左翼之外的左翼政治运动与思想。“硬左派”一词用以描述世界各地的多个政党的派系，如英国工党的左翼和澳大利亚工党的左翼。

## 澳大利亚
与工党右翼一样，澳大利亚工党的左派也分为多个互相竞争的子派系，被称为"fractions"。这些派系因各州的分支机构以及工会的支持和隶属关系而分野。在新南威尔士州，工党左翼主要分为所谓硬左派和软左翼。硬左派向来专注于工会运动和国际问题，围绕在弗兰克·沃克、阿瑟·吉策尔特以及澳大利亚总理安东尼·阿尔巴尼斯等人身边。软左派则提出了“更务实”的左翼愿景，并利用基层成员进行分支堆叠以获得权力，围绕在彼得·鲍德温和杰克·弗格森身边。在维多利亚州，“硬左派”一词在历史上指的是极左翼的“番茄左翼”派系，其成员包括比尔·哈特利、乔治·克劳福德与琼·考克斯奇。

## 英国
在英国，这个词最早在20世纪80年代的工党和其他左翼内部的辩论中使用，用于描述托洛茨基主义团体，如战斗倾向、《社会主义组织者》以及社会主义行动。在工党内部，左翼或以社会主义运动团体为代表的“硬左派”更倾向于社会主义观点；而与诸如《论坛》为代表的组织有联系的软左派，则更倾向于更温和的社会民主主义的观点。
当时，被描述为工党硬左派的政治家包括托尼·本、德里克·哈顿、肯·利文斯通、丹尼斯·斯金纳和埃里克·赫弗。
自当时起，工党的政治对手和媒体经常使用这个词，例如，在20世纪90年代的保守党竞选活动中。其一直被用于贬低工党左翼。

## 延伸阅读
- Charlie Kimber. Waiting for Lefty. Socialist Review. 1997 （页面存档备份，存于）.